# Ений
Квинт Ений (на латински: Quintus Ennius, 239 – 169 пр.н.е.) е древноримски поет, смятан за баща на римската поезия. Произведенията му повлияват значително на развитието на латинската литература, но до нас са достигнали само откъслеци от тях.
По-дълбокото елинизиране на римската литература започва с многостранната дейност на Квинт Ений (239-169 г.). Ений бил родом от Калабрия и бил със смесена гръко-италийска култура. Той получил сериозно гръцко образование и бил запознат не само с литературата, но и с разпространените в Южна Италия философски системи на западногръцките мислители – с питагорейството и с учението на Емпедокъл. През време на Втората пуническа война той служил в римската войска и в 204 г. дошъл в Рим, където се занимавал с преподаване и с постановка на пиеси. Сципионовият кръг намерил в негово лице своя поет и прославител. Ений рязко критикува своите предшественици, първите римски поети, за грубата форма, за недостатъчното внимание към стилната обработка, за необразоваността им; никой от тях „дори и насън не е видял“ философия. Програмата на Ений е да въведе в римската литература принципите на гръцката форма и гръцкото идейно съдържание, да я преустрои въз основа на гръцката поетика, реторика и философия. Чувствувайки се реформатор, той работи подобно на Ливий Андроник и Невий в различни области и обогатява римската литература с нови видове.

## Творчество
Най-значителното произведение на Ений е историческият епос „Анали“, който в 18 книги излагал цялата история на Рим, от бягството на Ений от Троя до съвременниците на поемата – неговите аристократически покровители. В увода към поемата се разказвал някакъв „сън“. Ений се вижда пренесен на планината на музите и там му се явява Омир. В устата на Омир се влага питагорейското учение за прераждането на душите (метемпсихоза) и разказ за съдбата на неговата собствена душа, която, както излиза, се е преселила сега в тялото на Ений. Оттук е ясно, че Ений иска да даде на поемата си Омиров стил, да стане втори, римски Омир. Ений не може да не си е давал сметка, че неговите „Анали“, които излагат последователно събитията на римската история, са коренно различни от Омировия епос.
„Омиризмът“ на Ений има преди всичко формален характер и се състои във възпроизвеждане на стихотворната форма и отделните стилни и повествователни похвати на старогръцките поеми, във въвеждането на Омиров колорит, както той се схващал от елинистическите коментатори на Омир. Най-важна крачка в това направление било отказването на Ений от установилия се в римската епическа традиция сатурнов стих и възприемането на стихотворния размер на Омировите поеми.
Ений е създател на латинския хекзаметър, който отсега нататък. става задължителна стихотворна форма за римския епос. Приспособяването на хекзаметъра към латинското стихосложение изисква по-голямо майсторство. Ений се справил успешно с тази задача.
По-нататък той създава за епоса тържествен архаичен стил с използването на Омирови формули, епитети, сравнения, но не пренебрегва и традиционните римски похвати на звуковите повторения (с. 321). Този стил на Ений сложил своя отпечатък върху по-нататъшното развитие н римския епос чак до „Енеидата“. По Омиров образец в изложението на „Аналите“ се въвежда също така олимпийска обстановка – сцени с участието на боговете. Във фрагментарно състояние са дошли и други произведения на Ений. Като професионален драматург той преработвал гръцки трагедии и комедии. Комедиите се удавали зле на този майстор от висок стил и били скоро забравени, докато трагедиите влизали дълго време в репертоара на римския театър. За сметка на това по отношение на трагедиите имал оригинален избор и се насочвал предимно към Еврипид. Чрез обработките на Ений римският зрител се запознавал с такива трагедии като „Евменидите“  на Есхил и Еврипидовите „Александра“, „Ифигения“, „Медея“. Ений разработва силните форми на високата поезия.
Ений разработва школа, в която е неговият племенник, „ученият“ трагически поет Пакувий.

## Известни творби
- Epicharmus
- Euhemerus
- Hedyphagetica
- Saturae
- Annales („Летописи“, епос)